# Војна болница на Врачару
Војна болница на Врачару се налази у Београду, на територији градске општине Савски Венац, грађена је у периоду од 1904. до 1909. године. Представља непокретно културно добро као споменик културе.

## Историјат
Др Роман Сондермајер дошао је у Србију из Пољске 1889. и у својој аутобиографији написао је „болница и прилике какве сам тамо нашао начиниле су страшан утисак“. Исте 1889. др Сондермајер је иницирао изградњу нове болнице, а радови су започети тек 1903. Тада је Београдска општина понудила војсци земљиште на „Западном Врачару“ у замену за земљиште на коме се налазила Палилулска касарна. У свом првобитном облику новоизграђена Болница је опстала упркос бомбардовњу у Првом светском рату, без забележених већих оштећења. Током друге половине двадесетих година 20. века на име ратних репарација из Немачке је стигла нова опрема, тако да се и реконструкција и доградња постојећих болничких павиљона указала нужном. Реконструкција комплекса је завршена 1930. године и тада је Војна болница на Врачару по други пут свечано отворена. Прва реконструкција није пореметила ни функционални склоп ни њен изглед. Друга обимна и стилски некохерентна реконструкција комплекса извршена је у послератном периоду, нарочито почетком шездесетих година 20. века. Тада су неки павиљони потпуно преправљени, а неки дограђени. Међу зградама које нису оштећене у ратним разарањима нити каснијим доградњама јесте централна зграда Управе заједно са ансамблом главног улаза. Зграда Управе је делимично приземни, а делимично спратни објекат (у средишњем ризалиту), са централном двоспратном кулом. Некадашњи средишњи улаз је зазидан, а унутрашњи распоред простора у овом централномм делу преуређен, тако да се данас у објекат улази преко крилних трактова.

## Архитектура
Урбанистички развој Клиничко-болничког центра Србије започет је средином 19. века на земљишту које је са западне и јужне стране било уоквирено појасом зеленила, а са источне стране слободним простором, на коме су после Првог светског рата изграђене клинике Медицинског факултета. У саставу болничког круга налазио се знатан део простора који је засађен и парковски решен.
Изградња комплекса Војне болнице на простору од око 8 хектара, поверена је архитекти Данилу Владисављевићу, који се тада налазио на служби у Министарству војном. представљао је пример савременог архитектонског концепта болнице павиљонског типа и прву целински остварену просторну композицију засновану на двоструком симетричном распореду зграда и архитектонски решеном главном улазу, постављеном у осовину улице Светозара Марковића. Тиме је дошло до промена и у регулационом плану Београда: укидање продужења улица Ресавске, Светозара Марковића, Краља Милутина и Вишеградске и стварање нових пет блокова на простору болнице. Положај Управне зграде Војне болнице маркирао је и дао упачатљиву силуету Западног Врачара. Комплекс обухвата 12 објеката и као јединствени ансамбл представља пример успелог архитектонског остварења и са аспекта утилитарности и архитектонске естетике, коме је одређено посебно место у историји урбанизма Београда. Под утицајем немачке школе Владисављевић је применио романички стил, који је у Немачкој био карактеристичан за овакав тип грађевина. Поред тога запажа се и примена сведених декоративних елемената. У поређењу са сличним установама у свету, Војна болница је у време када је подигнута била репрезент најмодернијег стилског израза.
Функционалност унутрашњег простора максимално је задовољила највише захтеве санитетске службе са почетка прошлог века, а ни до данас добро смишљена решења и усклађеност архитектуре са наменом нису у целини превазиђена. У доба настанка овај комплекс добијао је висока признања домаћих и страних стручњака и сматран је за најмодернију болницу на Балкану.

## Значај
Све зграде, а нарочито управна зграда болнице обликоване су стилски јединствено следећи методе неоромантизма. Историјски значај овог комплекса, вишеструк је, као репрезента домета свога времена и друштва, до њеног значаја у балканским и Првом светском рату. Као медицински центар, не само војни, већ од значаја и за развој санитета Србије и Београда, Војна болница је оспособљавала најбоље кадрове, а као образовни центар она је била језгро из кога се развио Медицински факултет Београдског универзитета.